# Esfahan (circoscrizione elettorale)
Il distretto elettorale di Esfahan è un collegio elettorale iraniano della provincia di Esfahan istituito per l'elezione dell'Assemblea consultiva islamica. 

## Elezioni
| Elezioni parlamentari in Iran del 2016 | Elezioni parlamentari in Iran del 2016 | Elezioni parlamentari in Iran del 2016 | Elezioni parlamentari in Iran del 2016 | Elezioni parlamentari in Iran del 2016 | Elezioni parlamentari in Iran del 2016 |
| #                                      | Candidato                              | Affiliazione                           | Affiliazione                           | Voti                                   | %                                      |
| -------------------------------------- | -------------------------------------- | -------------------------------------- | -------------------------------------- | -------------------------------------- | -------------------------------------- |
| 1                                      | Hamidreza Fouladgar                    |                                        | Grande Coalizione Principalista        | 200,690                                | 29.81                                  |
| 2                                      | Nahid Tajeddin                         |                                        | Coalizione Pervasiva dei Riformisti    | 195,066                                | 29.05                                  |
| 3                                      | Minoo Khaleghi Squalificato            |                                        | Coalizione Pervasiva dei Riformisti    | 193,399                                | 28.80                                  |
| 4                                      | Heidarali Abedi                        |                                        | Coalizione Pervasiva dei Riformisti    | 179,230                                | 26.69                                  |
| 5                                      | Ahmad Salek                            |                                        | Grande Coalizione Principalista        | 176,807                                | 26.33                                  |
| 6                                      | Alireza Ajoudani                       |                                        | Coalizione Pervasiva dei Riformisti    | 175,938                                | 26.20                                  |
| 7                                      | Masoud Hamidi-Toghchi                  |                                        | Coalizione Pervasiva dei Riformisti    | 162,767                                | 24.24                                  |
| 8                                      | Majid Naderolasli                      |                                        | Grande Coalizione Principalista        | 158,916                                | 23.66                                  |
| 9                                      | Kamal Heydari                          |                                        | Grande Coalizione Principalista        | 145,629                                | 21.68                                  |
| 10                                     | Mojtaba Khayyam-Nekouyi                |                                        | Grande Coalizione Principalista        | 142,403                                | 21.20                                  |
| 11                                     | Hassan Kamran-Dastjerdi                |                                        | Nessuna (Principalista)                | 131,545                                | 19.59                                  |
| 12                                     | Abbas Moghtadaei-Khorasgani            |                                        | Nessuna (Principalista)                | 103,639                                | 15.43                                  |
| 13                                     | Nayyereh Akhavan-Bitaraf               |                                        | Nessuna (Principalista)                | 101,697                                | 15.14                                  |
| ...                                    | Altri candidati                        | Altri candidati                        | Altri candidati                        | <50,000                                | <7.50                                  |
| Voti bianchi o nulli                   | Voti bianchi o nulli                   | Voti bianchi o nulli                   | Voti bianchi o nulli                   | 63,141                                 | 8.60                                   |
| Voti totali                            | Voti totali                            | Voti totali                            | Voti totali                            | 734,612                                | 734,612                                |